# Arnold Bax
Arnold Edward Trevor Bax KCVO, född 8 november 1883 i Streatham i London, död 3 oktober 1953 i Cork i County Cork, Irland, var en brittisk tonsättare mest känd för sina orkesterverk, däribland sju symfonier och ett antal symfoniska dikter. Han komponerade i en senromantisk stil med tydliga impressionistiska inslag. Hans partitur var ofta komplicerade och färgrikt orkestrerade. Från 1930-talet och framåt blir hans stil ofta mer neoklassicistisk.
Bax var av irländskt ursprung och flera av hans verk har motiv som är hämtade från den irländska och gamla keltiska sagovärlden. Hans musik har ofta en kraftfull och hård karaktär, men övergår ibland i det naturlyriskt drömmande.
Bax adlades 1937.

## Verk

### Baletter
- Tamara (1911, orch. 2000)
- From Dusk till Dawn (1917)
- The Truth about the Russian Dancers (1920)

### Orkestral musik

#### Symfonier
- Symfoni nr. 1 (1922)
- Symfoni nr. 2 (1926)
- Symfoni nr. 3 (1929)
- Symfoni nr. 4 (1931)
- Symfoni nr. 5 (1932)
- Symfoni nr. 6 (1935)
- Symfoni nr. 7 (1939)

#### Tondikter (engelska titlar)
- Cathaleen-ni-Hoolihan (1905)
- Into The Twilight (1908)
- In The Faery Hills (1909)
- Rosc-catha (1910)
- Christmas Eve (1912, revised c.1921)
- Nympholept (1912, orch. 1915, revised 1935)
- The Garden of Fand (1913, orch. 1916)
- Spring Fire (1913)
- In Memoriam (1916)
- November Woods (1917)
- Tintagel (1917, orch. 1919)
- Summer Music (1917, orch. 1921, revised 1932)
- The Happy Forest (1922)
- The Tale the Pine Trees Knew (1931)
- Northern Ballad nr. 1 (1927)
- Northern Ballad nr. 2 (1934)
- Prelude for a Solemn Occasion (Northern Ballad nr. 3) (1927, orch. 1933)
- A Legend (1944)

#### Andra orkestrala verk
- Variationer för orkester (Improvisationer) (1904)
- A Song of War & Victory (1905)
- On the Sea Shore (1908, orkestrerad 1984)
- Festivalouvertyr (1911, revised 1918)
- Dance of Wild Irravel (1912)
- Fyra stycken för orkester (1912-13)
- Tre stycken för liten orkester (1913, revised 1928)
- Symfoniskt Scherzo (1917, revised 1933)
- Rysk svit (1919)
- Mediterranean (1922)
- Cortège (1925)
- Romantisk ouvertyr (1926)
- Ouvertyr, Elegi och Rondo (1927)
- Tre stycken (1928)
- Overture to a Picaresque Comedy (1930)
- Sinfonietta (1932)
- Saga Fragment (1932)
- Rogues komendiouvertyr (1936)
- Overture to Adventure (1936)
- London Pageant (1937)
- Paean (1938)
- Salute to Sydney (Fanfare) (1943)
- Work in Progress (Overture) (1943)
- Victory March (1945)
- The Golden Eagle (Incidental Music) (1945)
- Two Royal Wedding Fanfares (1947)
- Coronation March (1952)

### Konserter & concertante
- Symfoniska variationer, för piano och orkester (1918)
- Fantasi för viola och orkester (1920)
- Winter Legends, för piano och orkester (1930)
- Cellokonsert (1932)
- Violinkonsert (1938)
- Piano Concertino (1939)
- 'Morgonsång, för piano och orkester (1946)
- Concertante för tre soloinstrument och orkester (1949)
- Concertante för orkester med piano (vänster hand) (1949)
- Variationer på namnet Gabriel Fauré för harpa & stråkorkester (1949)

### Kammarmusik

#### Ett instrument
- Valse, för harpa (1931)
- Rhapsodic Ballad, för violoncell (1939)

#### Två instrument
- Violin
  - Violinsonat nr. 1 (1910)
  - Legend, för violin och piano, i en sats (1915)
  - Violinsonat nr. 2 (1915, revised 1922)
  - Ballad, för violin och piano (1916)
  - Violinsonat nr. 3 (1927)
  - Ballad, för violin och piano (1929)
  - Violinsonat i F (1928)

- Viola
  - Konsertstycke för viola och piano (1904)
  - Violasonat (1922)
  - Legend, för viola och piano (1929)

- Violoncell
  - Folk-Tale, för cello & piano (1918)
  - Cellosonat (1923)
  - Cellosonatina (1933)
  - Legend-Sonata, för violoncell & piano (1943)

- Fyra stycken för flöjt och piano (1912, revised 1915 & 1945)
- Klarinettsonat (1934)
- Fantasy Sonata, för viola & harpa (1927)
- Sonat för flöjt och harpa (1928)

#### Tre instrument
- Trio i en sats för piano, violin och viola (1906)
- Elegiac Trio, för flöjt, viola och harpa (1916)
- Pianotrio in B (1946)

#### Fyra instrument
- Stråkkvartett nr. 1 i G dur (1918)
- Pianokvartett, i en sats (1922)
- Stråkkvartett nr. 2 (1925)
- Stråkkvartett nr. 3 i F (1936)

#### Fem instrument
- Kvintett i G (1908)
- Pianokvintett i g moll (1915)
- Kvintett för harpa och stråkar, i en sats (1919)
- Oboekvintett (1922)
- Stråkkvintett, i en sats (1933)
- Quintet for harp and strings from the Sibley Music Library Digital Score Collection

#### Sex eller flera instrument
- In Memoriam, sextett för cor anglais, harpa & stråkkvartett (1916)
- Nonett (1930)
- Oktett (1934)
- Threnody and Scherzo, oktett i två satser (1936)
- Konsert för flöjt, oboe, harpa och stråkkvartett (1936)

### Piano

#### Ett piano
- Pianostycke (Juvenilia) (1897-98)
- Pianosonat, Op. 1 (1898)
- Pianosonat i d moll (1900)
- Marcia Trionfale (1900)
- White Peace (Arranged by Ronald Stevenson 1907)
- Konsertvals i Ess (1910)
- Pianosonat nr. 1 (1910, reviderad 1917-20)
- Pianosonat i fiss moll (1910, reviderad, 1911, 1919 & 1921)
- Två ryska tonbilder (1912)
- Nympholept (1912)
- Scherzo för piano (1913)
- Toccata för piano (1913)
- From the Mountains of Home (arrangerad av Peter Warlock) (1913)
- The Happy Forest (1914)
- In the Night (1914)
- Apple-Blossom-Time (1915)
- In a Vodka Shop (1915)
- The Maiden med the Daffodil (1915)
- A Mountain Mood (1915)
- The Princess’s Rose Garden (1915)
- Sleepy-Head (1915)
- Winter Waters (1915)
- Dream in Exile (1916)
- Nereid (1916)
- On a May Evening (1918)
- A Romance (1918)
- The Slave Girl (1919)
- What the Minstrel Told Us (1919)
- Whirligig (1919)
- Pianosonat nr. 2 (1919, reviderad 1920)
- Burlesque (1920)
- Ceremonial Dance (1920)
- A Country-Tune (1920)
- A Hill Tune (1920)
- Lullaby (1920)
- Mediterranean (1920)
- Serpent Dance (1920)
- Water Music (1920)
- Pianosonat i Ess (1921)
- Pianosonat nr. 3 (1926)
- Pæan (c.1928)
- Pianosonat nr. 4 (1932)
- A Legend (1935)
- Pianosonat i B Salzburg (1937)
- O Dame get up and bake your pies (1945)
- Svit på namnet Gabriel Fauré (1945)
- Fyra stycken för piano (1947)
- Två lyriska stycken för piano (1948)

### Två pianon
- Fantasia för två pianon (1900)
- Festival Overture (arrangemang av orkestralmusik 1911)
- Moy Mell (1916)
- Mediterranean (arrangerad för tre händer av H. Rich 1920)
- Hardanger (1927)
- The Poisoned Fountain (1928)
- The Devil that tempted St Anthony (1928)
- Sonat för två pianon (1929)
- Red Autumn (1931)

### Filmmusik
- Malta, G. C. (1942)
- Oliver Twist (1948)

### Vokalmusik

#### Choral (engelsk information)
- Fatherland (Runeberg, tr. C. Bax) [tenor solo] (1907, revised 1934)
- A Christmas Carol (Anon.) [arranged för SATB by Hubert Dawkes] (1909)
- Enchanted Summer (Shelley) [two soprano solos] (1910)
- Variations sur ‘Cadet Rousselle’ (French trad.) [arranged by Max Saunders] (1918)
- Of a rose I sing a song (Anon.) [SATB, harp, cello, double bass] (1920)
- Now is the Time of Christymas (Anon.) [TB, flute, piano] (1921)
- Mater, ora Filium (Anon.) [SSAATTBB] (1921)
- This Worldes Joie (Anon.) [SATB] (1922)
- The Boar’s Head (Anon.) [TTBB] (1923)
- I sing of a maiden that is makeless (Anon.) [SAATB] (1923)
- To the Name above every Name (Crashaw) [soprano solo] (1924)
- St Patrick’s Breastplate (Anon.) [SATB] (1924)
- Walsinghame (Raleigh) [tenor, obbligato soparano) (1926)
- Lord, Thou hast told us (Washbourne) [hymn för SATB] (1930)
- The Morning Watch (Vaughan) [SATB] (1935)
- 5 Fantasies on Polish Christmas Carols (trans. Śliwiński) [unison trebles] (1942)
- 5 Greek Folksongs (trans. Michel-Dmitri Calvocoressi) [SATB] (1942)
- To Russia (Masefield) [baritone solo] (1944)
- Gloria [SATB] (1945)
- Nunc Dimittis [SATB] (1945)
- Te Deum [SATB] (1945)
- Epithalamium (Spenser) [SATB in unison] (1947)
- Magnificat [SATB] (1948)
- Happy Birthday to you (Hill) [arr. SATB] (1951)
- What is it like to be young and fair? (C. Bax) [SSAAT] (1953)

#### Sånger med orkester
- 2 Nocturnes [soprano] (1911)
- 3 Songs [high voice] (1914)
- Song of the Dagger (Strettell and Sylva) [bass] (1914)
- The Bard of the Dimbovitza (Strettel and Sylva) [mezzo-soprano] (1914, revised 1946)
- Glamour (O’Byrne) [high voice] (1921, orkesterted by Rodney Newton 1987)
- A Lyke-Wake (Anon.) [high voice] (1908, orkesterted 1934)
- Wild Almond (Trench) [high voice] (1924, orkesterted 1934)
- Eternity (Herrick) [high voice] (1934)
- O Dear! What can the matter be? (trad. arr. Bax)

#### Sånger med kammarensemble (engelsk information)
- Aspiration (Dehmel) [arrangerad för high voice w/violin, cello, & piano] (1909)
- My eyes för beauty pine (Bridges) [high voice med string quartet] (c.1921)
- O Mistress mine (Shakespeare) [high voice med string quartet] (c.1921)

#### Sånger med piano
- The Grand Match (O'Neill)  (1903)
- To My Homeland  (Gwynn)  (1904)
- A Celtic Song Cycle (Macleod)  (1904)
  - Eilidh my Fawn
  - Closing Doors
  - The Dark Eyes to Mine
  - A Celtic Lullaby
  - At the Last
- When We Are Lost  (Arnold Bax)  (1905)
- From the Uplands to the Sea  (Morris) (1905)
- Leaves, Shadows and Dreams  (Macleod)  (1905)
- In the Silence of the Woods  (Macleod) (1905)
- Green Branches  (Macleod)  (1905)
- The Fairies  (Allingham)  (1905)
- Golden Guendolen  (Morris)  (1905)
- The Song in the Twilight  (Freda Bax)  (1905)
- Mircath: Viking-Battle-Song  (Macleod)  (1905)
- A Hushing Song  (Macleod)  (1906)
- I Fear Thy Kisses Gentle Maiden  (Shelley)  (1906)
- Ballad: The Twa Corbies [recitation med piano]  ('Border Minstrelsy')  (1906)
- Magnificat  (St. Luke 1.46-55)  (1906)
- The Blessed Damozel  (Rossetti)  (1906)
- 5 Traditional Songs of France (1920)